# Adriaan Vlacq
Adriaan Vlacq (Gouda, 1600 – Haia, 8 de abril de 1667) foi um publicador de livros e autor de tabelas matemáticas neerlandês.
Vlacq publicou uma tabela de logaritmos de 1 a 100000 com dez dígitos decimais em 1628 no livro Arithmetica logarithmica. Sua tabela estendeu a tabela original de Henry Briggs que tinha apenas os valores de 1 a 20000 e de 90001 a 100000. A nova tabela foi computada por Ezechiel de Decker e Vlacq, que calcularam e adicionaram 70000 valores adicionais para completar a tabela. Esta tabela foi estendida por Jurij Vega em 1794 e por Alexander John Thompson em 1952.

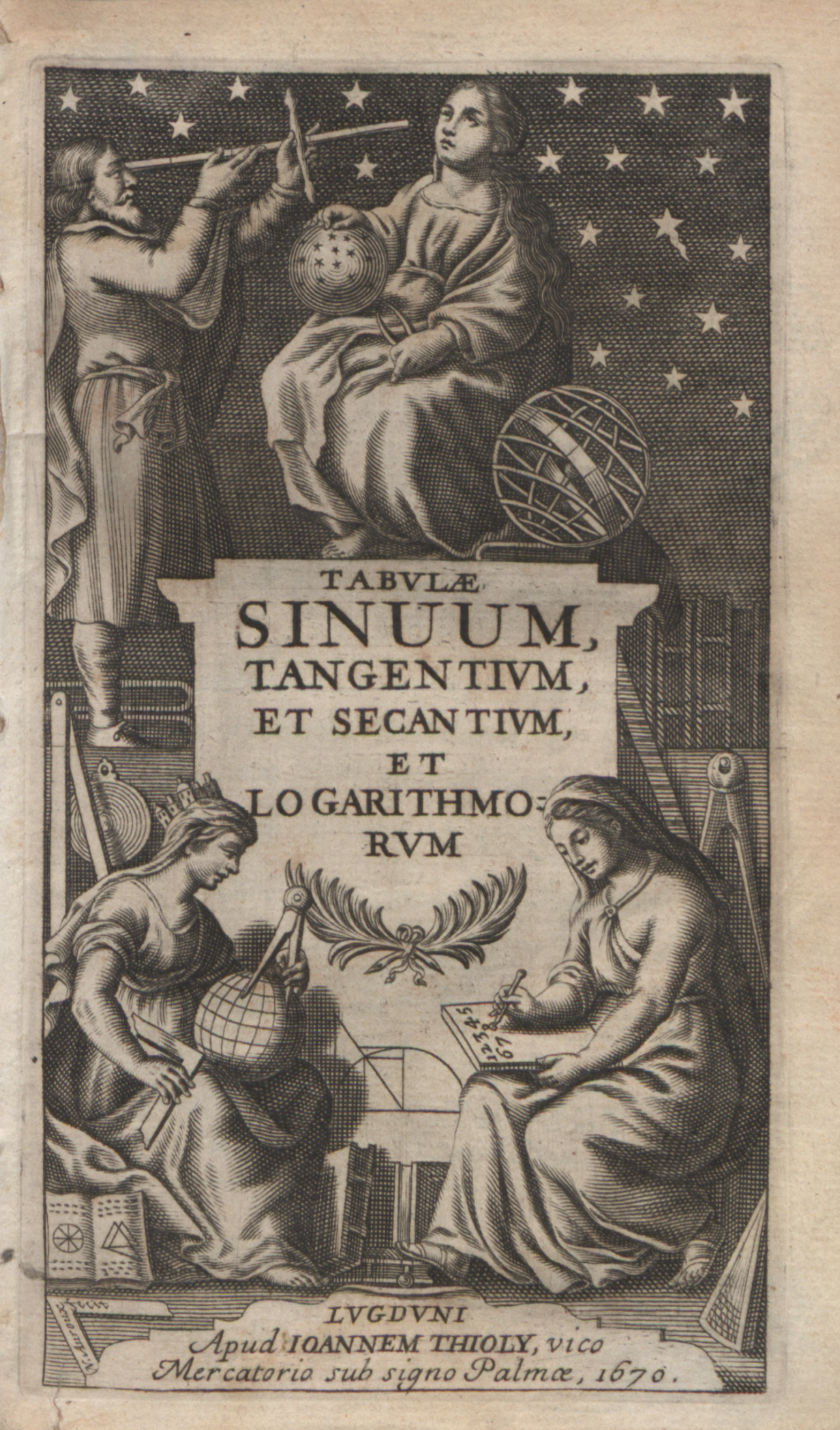
Tabulae, 1670

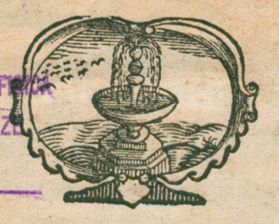
Marca de Vlacq (da Biblioteca Europeia de Informação e Cultura (BEIC)

Uma tabela trigonométrica condensada chamada Canon Sinuum foi incluída em obras posteriores de Vlacq.
Em 1632 estabeleceu-se em Londres, mas dez anos depois, com o início da Guerra Civil Inglesa, mudou-se para Paris e mais tarde para Haia.
Morreu em Haia em 8 de abril de 1667.